# William Drummond di Hawthornden
William Drummond, detto William Drummond di Hawthornden (Hawthornden, 13 dicembre 1585 – Hawthornden, 4 dicembre 1649), è stato un poeta e storico scozzese, soprannominato il Petrarca scozzese, è stato il primo poeta scozzese a scrivere intenzionalmente in lingua inglese.

## Biografia
William Drummond nacque nel castello di Hawthornden, nelle vicinanze di Edimburgo, da una ricca e colta famiglia aristocratica. Studiò alla "Royal High School" di Edimburgo e divenne dotto nelle lingue classiche, nell'ebraico, nell'italiano, nel francese e nello spagnolo. Fu considerato imitatore di Petrarca, soprattutto a causa delle forme metriche adottate; ma trasse numerosi temi dalla letteratura italiana (Torquato Tasso, Giambattista Marino, Innocenzo Ringhieri, Jacopo Sannazaro). Partigiano degli Stuart, scrisse una Storia della Scozia e alcune opere in difesa di Carlo I.

## Opere

### In versi
- Teares on the Death of Meliades (Pianto sulla morte di Meliade), una elegia sulla morte del principe di Galles Enrico Federico Stuart (1613)
- Poesie amorose, funebri e divine. Poems (1616)
- Forth Feasting: A Panegyricke to the King's Most Excellent Majestie (Le gioie di Forth), 1617
- Flowers of Sion (I fiori di Sion), (1623)
- Polemo-Middinia inter Vitarvam et Nebernam, il poema eroicomico in latino maccheronico con termini della lingua gaelica scozzese, pubblicato anonimo nel 1684

### In prosa
- History of Scotland during the Reigns of the Five Jameses (Storia della Scozia, apparsa postuma nel 1655)
- Cypresse Grove (Il boschetto dei cipressi, una meditazione sulla morte, 1623)
- Diario delle Conversazioni con Ben Jonson, tenuto nel 1618 e pubblicato nel 1832